# Róbert Jež
Róbert Jež (Nitra, 10 luglio 1981) è un ex calciatore slovacco, di ruolo centrocampista.

## Carriera

### Club
Divenne capitano dello Žilina dopo il passaggio di Zdeno Štrba nel luglio del 2009. Si è qualificato alla Champions League 2010-2011 giocando 6 partite. Segna l'ultimo gol nello Žilina il 1º dicembre 2010 nella vittoria casalinga per 3-0 contro il Tatran Liptovský Mikuláš in Pohár ČMFS. Gioca la sua ultima partita con il club, la settimana dopo, l'8 dicembre 2010 nella sconfitta casalinga per 1-2 contro lo Spartak Mosca in UEFA Champions League.
Nel febbraio del 2011 si trasferisce al Górnik Zabrze. Debutta con gol il 5 marzo 2011 nella vittoria per 5-1 contro lo Zagłębie Lubin. Gioca l'ultima partita nel Górnik Zabrze il 29 maggio 2011 nella vittoria per 4-0 contro il Widzew Łódź, dove mette a segno la doppietta iniziale.
A giugno del 2011 passa al Polonia Varsavia. Debutta con il Polonia Varsavia il 29 luglio 2011 nella vittoria casalinga per 1-0 contro il Lechia Danzica. Segna il suo primo gol col Polonia Varsavia l'11 settembre 2011 nella sconfitta fuori casa per 3-2 contro lo Jagiellonia Białystok.
A luglio del 2012 si trasferisce allo Zagłębie Lubin.

### Nazionale
Debutta con la nazionale il 16 ottobre 2007 nella sconfitta fuori casa per 3-0 contro la Croazia, ha segnato il suo primo gol nella vittoria casalinga per 4-0 contro il Liechtenstein il 19 novembre 2008.

## Statistiche

### Cronologia presenze e reti in Nazionale
| Cronologia completa delle presenze e delle reti in nazionale ― Slovacchia | Cronologia completa delle presenze e delle reti in nazionale ― Slovacchia | Cronologia completa delle presenze e delle reti in nazionale ― Slovacchia | Cronologia completa delle presenze e delle reti in nazionale ― Slovacchia | Cronologia completa delle presenze e delle reti in nazionale ― Slovacchia | Cronologia completa delle presenze e delle reti in nazionale ― Slovacchia | Cronologia completa delle presenze e delle reti in nazionale ― Slovacchia | Cronologia completa delle presenze e delle reti in nazionale ― Slovacchia |
| Data                                                                      | Città                                                                     | In casa                                                                   | Risultato                                                                 | Ospiti                                                                    | Competizione                                                              | Reti                                                                      | Note                                                                      |
| ------------------------------------------------------------------------- | ------------------------------------------------------------------------- | ------------------------------------------------------------------------- | ------------------------------------------------------------------------- | ------------------------------------------------------------------------- | ------------------------------------------------------------------------- | ------------------------------------------------------------------------- | ------------------------------------------------------------------------- |
| 16-10-2007                                                                | Fiume                                                                     | Croazia                                                                   | 3 – 0                                                                     | Slovacchia                                                                | Amichevole                                                                | -                                                                         |                                                                           |
| 26-3-2008                                                                 | Zlaté Moravce                                                             | Slovacchia                                                                | 1 – 2                                                                     | Islanda                                                                   | Amichevole                                                                | -                                                                         |                                                                           |
| 19-11-2008                                                                | Žilina                                                                    | Slovacchia                                                                | 4 – 0                                                                     | Liechtenstein                                                             | Amichevole                                                                | 1                                                                         |                                                                           |
| 11-2-2009                                                                 | Nicosia                                                                   | Cipro                                                                     | 3 – 2                                                                     | Slovacchia                                                                | Cyprus International Tournament 2009                                      | 1                                                                         |                                                                           |
| 4-6-2011                                                                  | Bratislava                                                                | Slovacchia                                                                | 1 – 0                                                                     | Andorra                                                                   | Qual. Euro 2012                                                           | -                                                                         |                                                                           |
| 10-8-2011                                                                 | Klagenfurt                                                                | Austria                                                                   | 1 – 2                                                                     | Slovacchia                                                                | Amichevole                                                                | 1                                                                         |                                                                           |
| 6-9-2011                                                                  | Žilina                                                                    | Slovacchia                                                                | 0 – 4                                                                     | Armenia                                                                   | Qual. Euro 2012                                                           | -                                                                         |                                                                           |
| 11-10-2011                                                                | Skopje                                                                    | Macedonia                                                                 | 1 – 1                                                                     | Slovacchia                                                                | Qual. Euro 2012                                                           | -                                                                         |                                                                           |
| 29-2-2012                                                                 | Bursa                                                                     | Turchia                                                                   | 1 – 2                                                                     | Slovacchia                                                                | Amichevole                                                                | -                                                                         |                                                                           |
| Totale                                                                    |                                                                           | Presenze                                                                  | 9                                                                         |                                                                           | Reti                                                                      | 3                                                                         |                                                                           |

## Palmarès

### Club

#### Competizioni nazionali
- Campionato slovacco: 2

Žilina: 2006-2007, 2009-2010
- Supercoppa di Slovacchia: 2

Žilina: 2007, 2010